# Salvador Aguirre (político)
Salvador Aguirre (nació el 11 de agosto de 1862 en  Comayagua y falleció en Tegucigalpa el 22 de julio de 1947) fue abogado y político hondureño, que llegó a ser Presidente Provisional de Honduras por una semana del 9 hasta el 16 de septiembre de 1919. Entre 1933 y 1943 sirvió en el gobierno de Tiburcio Carias Andino.

## Vida
Salvador Aguirre, realizó sus estudios de derecho en la Universidad Nacional de Honduras, continuándolos en la Universidad de El Salvador, fue demás fundador del Diario El Demócrata
A principios de 1919 por entonces el presidente de Honduras era Francisco Bertrand Barahona, a quienes sus opositores se habían lanzado en su contra en una Guerra Civil, por lo cual la presidencia provisional recayó en Salvador Aguirre y este la entregase una semana después a su sucesor el Doctor Vicente Mejía Colindres, quien fungía como Ministro del Gobierno (tales traspasos de poder fueron catalogados como Consejo de Ministros.
Le acompañó en su junta:
- Jesús Bendaña, ministro de Relaciones Exteriores,
- Leopoldo Córdova, ministro de Hacienda y Crédito Público,
- Santiago Meza Cálix, ministro de Guerra y Marina,
- Federico Smith Vanegas, ministro de Instrucción Pública; y,
- Héctor Valenzuela, Fomento, ministro de Obras Públicas y Agricultura.

### Cargos públicos
- Diputado al Congreso Nacional de Honduras
- 1919 Ministro de Gobierno, en la presidencia del Doctor Francisco Bertrand Barahona.
- 1924-1925 Ministro de Relaciones Exteriores de Honduras, en la presidencia del General Vicente Tosta Carrasco.
- 1933-1943 Ministro de Gobierno del Interior, en la presidencia del Tiburcio Carias Andino.
- 1938-1943 Ministro de Desarrollo, Agricultura y Trabajo, en la presidencia del Tiburcio Carias Andino.

### Condecoraciones
- Honor al Mérito de la Real Academia Hispanoamericana de Ciencias y Artes de Cádiz, España.
- Gran cruz de Honor al mérito de la Cruz Roja de Cuba.
- Gran Oficial de la orden de Petión y Bolívar.
- Gran Cruz de la orden Vasco Núñez de Balboa de la república de Panamá.
- Honor al Mérito por la república de Chile.